# Le nostre anime di notte (romanzo)
Le nostre anime di notte (Our Souls at Night) è un romanzo dello scrittore americano Kent Haruf, pubblicato per la prima volta nel 2015.
Dal romanzo è stato tratto l'omonimo film del 2017.

## Trama
Cittadina di Holt, Colorado. Un giorno l'anziana vedova Addie Moore rende una visita inaspettata a Louis Waters, vicino di casa anch'egli vedovo. La sua proposta è scandalosa e diretta: "Vuoi passare le notti da me?".
Inizia così una storia di intimità, amicizia e amore, fatta di racconti sussurrati alla luce delle stelle e piccoli gesti di premura. Ma la comunità di Holt non accetta la relazione di Addie e Louis, che considera inspiegabile, ribelle e spregiudicata. Anche il figlio della donna cerca di frapporsi tra i due, usando l'affetto della madre per il nipotino Jamie come leva per convincerla a interrompere la sua frequentazione con Louis. Alla fine i due protagonisti si trovano a dover scegliere tra la propria libertà e il rimpianto.

## Edizioni
- Kent Haruf, Le nostre anime di notte, 2017, NN Editore, traduzione italiana a cura di F. Cremonesi.